# Mikroregion Lajeado-Estrela

Mikroregion Lajeado-Estrela

Mikroregion Lajeado-Estrela – mikroregion w brazylijskim stanie Rio Grande do Sul należący do mezoregionu Centro Oriental Rio-Grandense. Ma powierzchnię 4.056,6 km²

## Gminy
- Arroio do Meio
- Bom Retiro do Sul
- Boqueirão do Leão
- Canudos do Vale
- Capitão
- Colinas
- Coqueiro Baixo
- Cruzeiro do Sul
- Doutor Ricardo
- Encantado
- Estrela
- Fazenda Vilanova
- Forquetinha
- Imigrante
- Lajeado
- Marques de Souza
- Muçum
- Nova Bréscia
- Paverama
- Pouso Novo
- Progresso
- Relvado
- Roca Sales
- Santa Clara do Sul
- Sério
- Tabaí
- Taquari
- Teutônia
- Travesseiro
- Vespasiano Corrêa
- Westfália